# Manuel Queiroz
Manuel Queiroz (Porto, 1960) é um jornalista português.
Jornalista desde 1981, Manuel Queiroz tem uma carreira ligada sobretudo a jornais. Iniciou a profissão n'O Comércio do Porto, ajudou depois a fundar o diário O Jogo em 1985 e passou ainda pelo Semanário, antes de integrar a equipa fundadora do Público, em 1990. No final de 2000 foi convidado para ser subdirector do diário desportivo Record e em 2003 passou a desempenhar as mesmas funções no Correio da Manhã. Saiu em 2007 e em 2009 fundou o semanário Grande Porto e esteve ligado à fundação do diário i, ambos propriedade do Grupo Lena. Em Julho de 2010 tornou-se director do diário i, cargo que já ocupava interinamente desde Abril. e que deixou em Julho de 2011, quando o diário passou para o cobtrolo de outra empresa. Colabora regularmente com a Antena 1 e mantém um coluna de opinião ligada sobretudo aos temas do Porto, nomeadamente políticos, na revista Grande Porto. 
Licenciado em Línguas e Literaturas Modernas (Inglês/Alemão) pela Faculdade de Letras da Universidade do Porto, tem também vasta colaboração publicada em jornais estrangeiros, como L'Équipe, Tuttosport, Corriere dello Sport, Sport, várias revistas japonesas ligadas ao desporto e também em rádios francesas.
Fez comentários a jogos de futebol na TSF e na Rádio Renascença e colabora com a TVI e com a RTP-N.   
Foi ainda professor de Jornalismo na Escola Superior de Comunicação Social (Porto) e no ISLA (Lisboa), além de ser regularmente convidado para palestras, quer em Portugal quer no estrangeiro.  